# Savkino
Savkino (in lingua russa Савкино) è una città della Russia, sul fiume Oredež, nell'Oblast' di Leningrado.